# ブラウンロー・セシル (第2代エクセター侯爵)

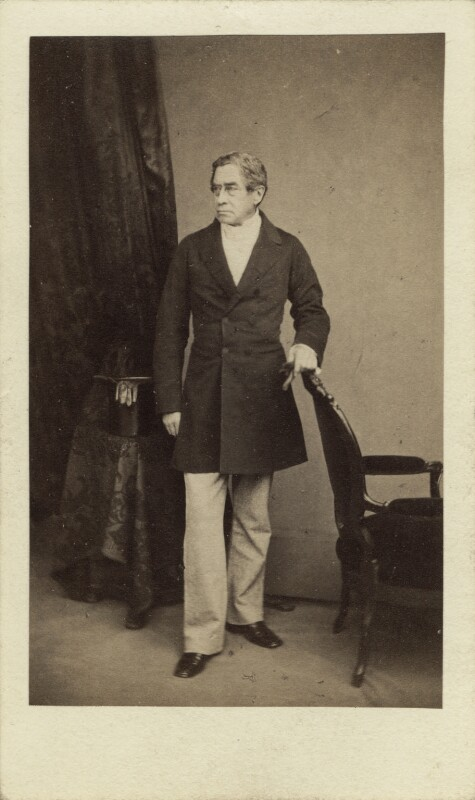
1860年代の第2代エクセター侯爵、ウィリアム・エドワード・キルバーン撮影。

第2代エクセター侯爵ブラウンロー・セシル（英語: Brownlow Cecil, 2nd Marquess of Exeter KG PC、1795年7月2日 – 1867年1月16日）は、イギリスの貴族、政治家。1795年から1804年までバーリー卿の儀礼称号を使用した。廷臣で保守党に属し、第1次ダービー＝ディズレーリ内閣で宮内長官（1852年）を、第2次ダービー＝ディズレーリ内閣で王室家政長官（1858年 – 1859年）を務めた。

## 生涯
初代エクセター侯爵ヘンリー・セシルと2人目の妻サラ（1773年6月28日洗礼 – 1797年1月18日、トマス・ホギンズの娘）の次男（長男ヘンリーは1793年に生まれ、同年に夭折）として、1795年7月2日に生まれ、同日にバーリー・ハウスで洗礼を受けた。1804年5月1日に父が死去すると、エクセター侯爵位を継承した。1807年ごろから1810年までイートン・カレッジで教育を受けた後、1811年9月3日にケンブリッジ大学セント・ジョンズ・カレッジに入学、1814年にM.A.の学位を修得した。
1821年のジョージ4世戴冠式に出席した。1826年10月7日にラトランド統監に任命され、1867年に死去するまで務めた。1827年5月10日、ガーター勲章を授与された。
1835年7月6日にケンブリッジ大学よりLL.D.の名誉学位を授与された。
1841年9月14日に枢密顧問官と王配アルバートの宮内官に任命され、1846年に宮内官を退任した。
1842年1月22日にノーサンプトンシャー統監に任命され、1867年に死去するまで務めた。
1844年にヴィクトリア女王と王配アルバートがバーリー・ハウスを訪れ、エクセター侯爵は2人の接待に巨額を費やした。ほかにも競馬により出費が重ね、多くの債務を残した。
第1次ダービー＝ディズレーリ内閣では1852年2月から12月まで宮内長官を務め、第2次ダービー＝ディズレーリ内閣では1858年2月から1859年6月まで王室家政長官を務めた。
1867年1月16日にバーリー・ハウスで死去、24日にスタンフォードのセント・マーティン教会に埋葬された。長男ウィリアム・アレインが爵位を継承した。

## 家族

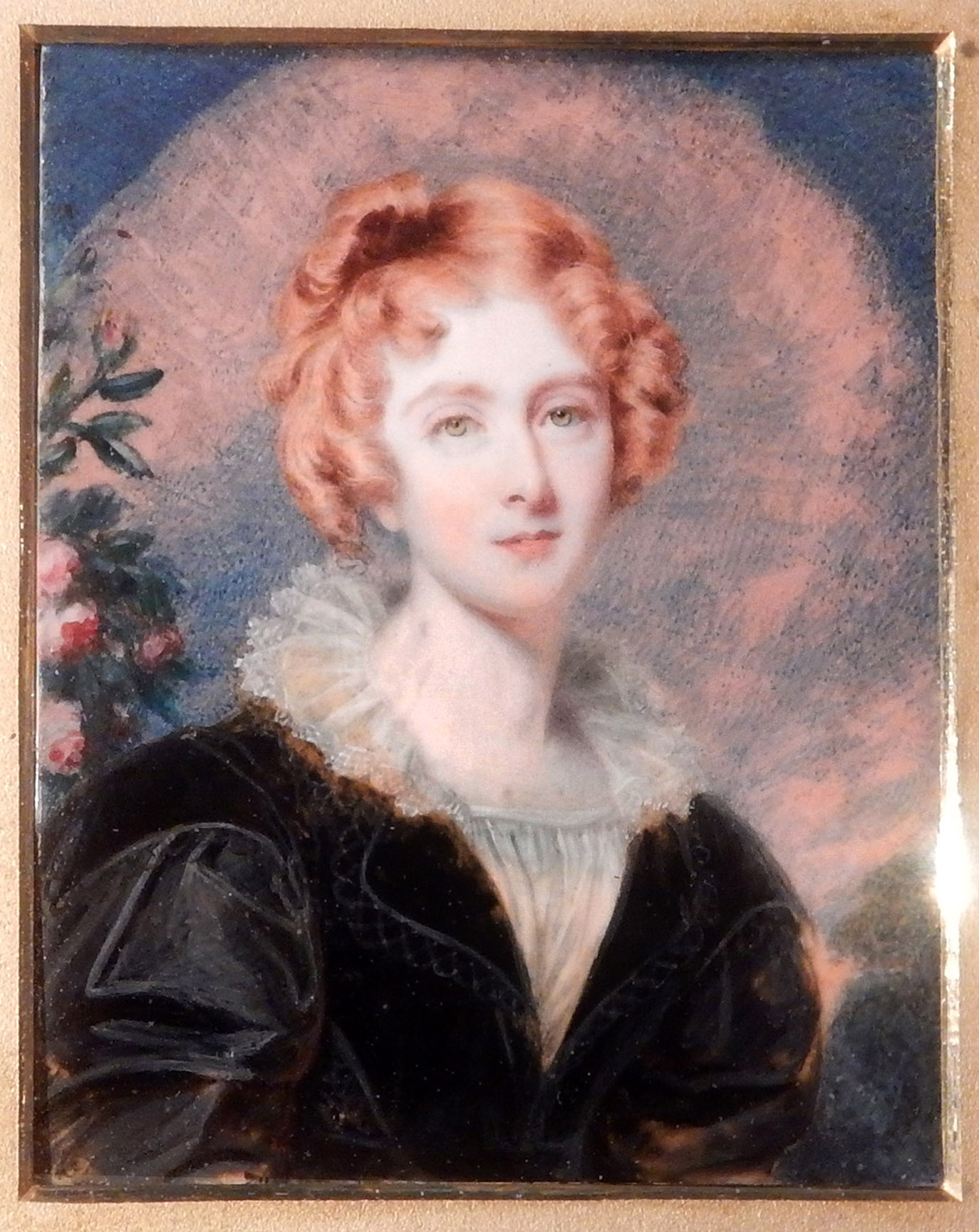
エクセター侯爵夫人イザベラの肖像画。ウィリアム・ジョン・ニュートン画、1830年。

1824年5月12日、イザベラ・ポインツ（1803年2月6日 – 1879年3月6日、ウィリアム・スティーブン・ポインツの娘）と結婚、6男4女をもうけた。ウォルター・スコットによれば、イザベラは活発で素直、かつ礼儀正しい美人だったという。
- ウィリアム・アレイン（1825年4月30日 – 1895年7月14日） - 第3代エクセター侯爵[1]
- ブラウンロー・トマス・モンタギュー（1827年2月27日 – 1905年5月22日） - 1854年8月24日、シャーロット・アレクサンドリナ・メイベラ・カリー（Charlotte Alexandrina Mabella Curry、1888年10月7日没、エドワード・トムソン・カリーの娘）と結婚。1896年5月12日、ステラ・ランダル（Stella Randall、ウィリアム・ランダルの娘）と再婚、子供なし[11]
- イザベラ・メアリー（1830年7月14日 – 1830年9月[10]）
- メアリー・フランシス（1832年1月6日[10] – 1917年7月27日） - 1861年10月8日、第3代ハロービー伯爵ダドリー・ライダー（英語版）と結婚、子供なし[11]
- エドワード・ヘンリー（1834年12月25日 – 1862年9月12日） - 海軍軍人[11]
- ドロシー・アン（1837年4月10日 – 1837年5月5日[10]）
- ヘンリー・ポインツ（1838年10月10日 – 1858年11月19日[10]）
- 男子（1839年12月28日[10]）
- アデルバート・パーシー（1841年7月18日 – 1889年6月12日） - 陸軍軍人、オンタリオ湖で溺死[10]
- ヴィクトリア（1843年11月9日[10] – 1932年2月22日） - 1866年12月15日、第8代カーベリー男爵ウィリアム・エヴァンス＝フリークと結婚、子供あり[11]